# Перовский, Василий Алексеевич
Граф (1855) Васи́лий Алексе́евич Перо́вский (9 [20] февраля 1795, Почеп — 8 [20] декабря 1857, Алупка) — русский государственный и военный деятель, генерал от кавалерии и генерал-адъютант, оренбургский губернатор, затем генерал-губернатор. Руководил ранними попытками завоевания Средней Азии — Хивинским походом (1839—1840) и Кокандским походом (1853).

## Биография
Внебрачный сын графа Алексея Разумовского от мещанки Марии Михайловны Соболевской. Брат писателя Антония Погорельского и министра внутренних дел Льва Перовского. Окончив курс в Московском университете, поступил в 1811 году колонновожатым в свиту его величества.
В 1812 году участвовал в Бородинской битве, лишился пальца на левой руке, а при последующем отступлении был захвачен в плен, где находился до взятия союзниками Парижа. Участие Перовского в Отечественной войне послужило основой романа Г. П. Данилевского «Сожжённая Москва» (1885).

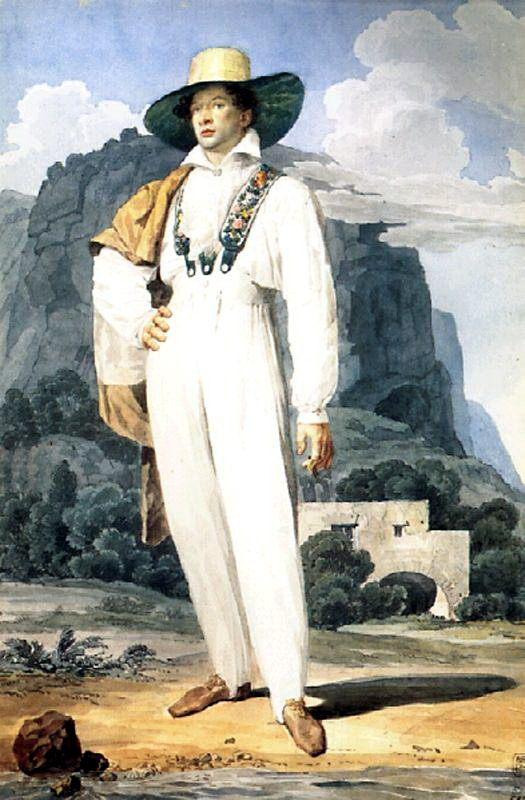
Василий Перовский на портрете Карла Брюллова

По поводу пальца есть свидетельство современников: Будучи ещё юнкером, забавлялся он в комнате своей стрельбою из пистолета восковыми пулями и никогда не расставался с пистолетом; часто он втыкал в дуло палец и расхаживал с повисшим на пальце заряженным пистолетом. Раз, ходя в такой компании, он задел за курок; последовал выстрел и оторвал ему ту часть пальца, которая находилась в дуле; с тех пор он носил золотой наперсток, к которому прицеплена была цепочка с лорнетом.
В 1814 году был причислен к Гвардейскому главному штабу, состоял в лейб-гвардии Егерском, а затем в Измайловском полку. В 1818 году назначен адъютантом к великому князю Константину Павловичу.
Состоял в декабристском «Союзе благоденствия». К следствию не привлекался. Сразу при воцарении Николай I назначил Перовского флигель-адъютантом. 14 декабря 1825 года находился при императоре, на Сенатской площади получил удар поленом в спину.
В турецкую войну 1828 года отличился, взяв штурмом Анапу, под Варной был тяжело ранен и принужден отказаться от строевой службы; за отличия произведён в генерал-майоры с зачислением в свиту императора, а также награждён орденами Святого Георгия 4-й и Анны 1-й степени. В 1829 году был назначен директором канцелярии Главного морского штаба. Перовский оставался до самой смерти, храбрым и в поле, и на придворном паркете. В турецкую кампанию стоял он у скалы в кружке офицеров, как упала перед ними бомба, шипя и вращаясь. Все обомлели; Перовский же сказал спокойным голосом: «Прислонись!» — и, прислонясь к горе, выждал хладнокровно, пока бомба лопнула и разослала во все стороны свои осколки.
В 1833 году назначен оренбургским военным губернатором и командиром Отдельного оренбургского корпуса. Усердие Перовского при подавлении башкирского восстания 1834—1835 годов заметил сам Николай I, который прислал ему позже благодарственное письмо: «Я с особенным удовольствием вижу, что Вы оправдали все ожидания мои… Одобряя вполне все распоряжения Ваши к водворению строгой дисциплины и порядка в башкирских кантонах, я вменяю себе в приятный долг изъявить Вам за сие усердия мою собственную признательность».
По мнению В. Соллогуба, сюжет пьесы Н. В. Гоголя «Ревизор» был подсказан следующим эпизодом. Когда А. С. Пушкин приехал в Оренбург осенью 1833 года собирать материалы о пугачёвском восстании, то «узнал, что о нём получена гр. В. А. Перовским секретная бумага, в которой последний предостерегался, чтоб был осторожен, так как история пугачёвского бунта была только предлогом, чтобы обревизовать секретно действия оренбургских чиновников».

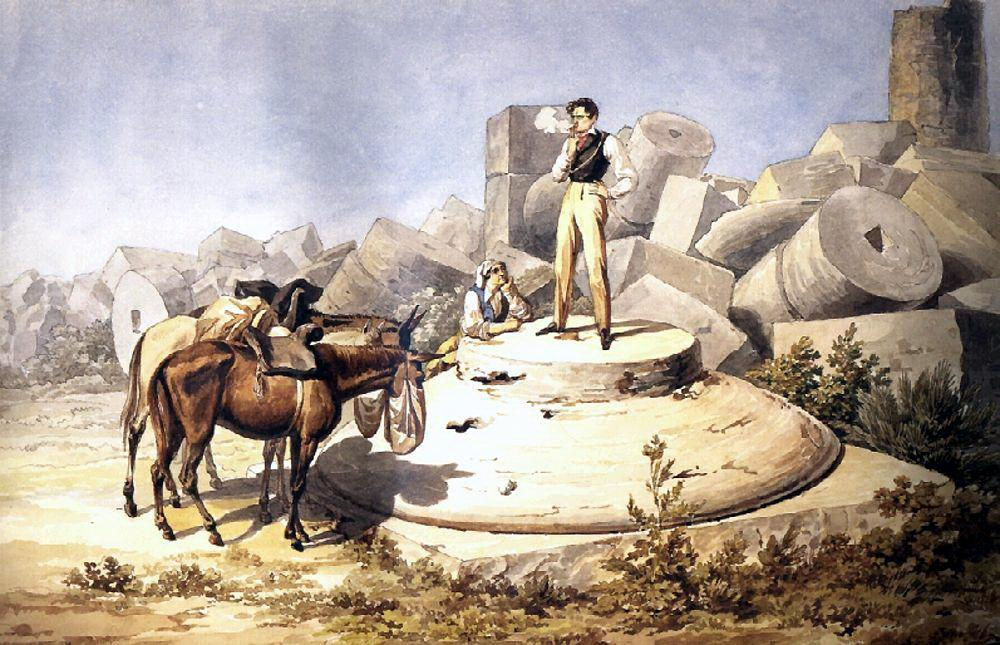
Василий Перовский на портрете Карла Брюллова

Предпринятый Перовским в 1839 году поход на Хиву кончился неудачно. Через три года он оставил управление Оренбургским краем, ещё через год получил звание генерала от кавалерии. В 1845 году был назначен членом Государственного Совета, а в 1847 году — членом Адмиралтейств-совета.
В 1851 году вновь вернулся в Оренбург, став генерал-губернатором Оренбургской и Самарской губерний. В это время были приведены в исполнение ещё ранее задуманные им меры: в степи устроены были многочисленные укрепления, исследовано Аральское море и учреждено на нём пароходное сообщение, а также Аральская флотилия. В 1853 году взята штурмом кокандская крепость Ак-Мечеть; в 1854 году заключён с хивинским ханом выгодный для России договор. В честь Перовского Ак-Мечеть была переименована в Перовск, и носила это имя до 1922 года.
Император Александр II в первый день царствования собственноручным письмом благодарил друга своего отца «за долговременную, верную и усердную службу», и в 1855 году Перовский был возведён в графское достоинство, а в день коронации Перовский был награждён бриллиантовыми знаками ордена Святого Андрея Первозванного.
Перовский 7 апреля 1857 года по болезни вышел в отставку и 8 декабря того же года скончался в Алупке, имении Воронцовых, холостым и бездетным. Похоронен был в монастыре святого Георгия в Балаклаве. Племянник Перовского, А. К. Толстой, писал 11 декабря Софье Миллер:

«Сегодня мы отнесли дядю в церковь; мы несли его на руках; дорога была покрыта зеленью — лавровые ветки, ветки розмарина в цвету. Сад полон птицами, которые щебечут, особенно много дроздов. В лучах солнца пляшут мириады мушек…»

## Военные чины и награды
Военные чины:
- Генерал-майор (25.06.1828)[7]
- Генерал-адъютант (06.12.1829)
- Генерал-лейтенант (06.12.1833)
- Генерал от кавалерии (10.10.1843)

Награды Российской империи:
- Орден Святого Владимира 4-й степени с бантом (1812)[7]
- Орден Святой Анны 2-й степени (22.02.1823)[8]
- Орден Святого Владимира 3-й степени (06.12.1826)[9]
- Орден Святого Георгия 4-й степени (15.06.1828)
- Золотое оружие «За храбрость», украшенное бриллиантами (19.07.1828)
- Орден Святой Анны 1-й степени (27.08.1828)
- Орден Святого Владимира 2-й степени (22.08.1831)
- Знак отличия беспорочной службы за XX лет (22.08.1832)
- Орден Белого Орла (14.01.1835)
- Орден Святого Александра Невского (01.06.1837)
- Бриллиантовые знаки к ордену Святого Александра Невского (16.04.1841)
- Орден Святого Владимира 1-й степени (06.12.1846)
- Орден Святого Андрея Первозванного (06.12.1852)
- Бриллиантовые знаки к ордену Святого Андрея Первозванного (1856)

Награды иностранных государств:
- Орден Святого Иоанна Иерусалимского (1816, Королевство Пруссия)

## Портреты

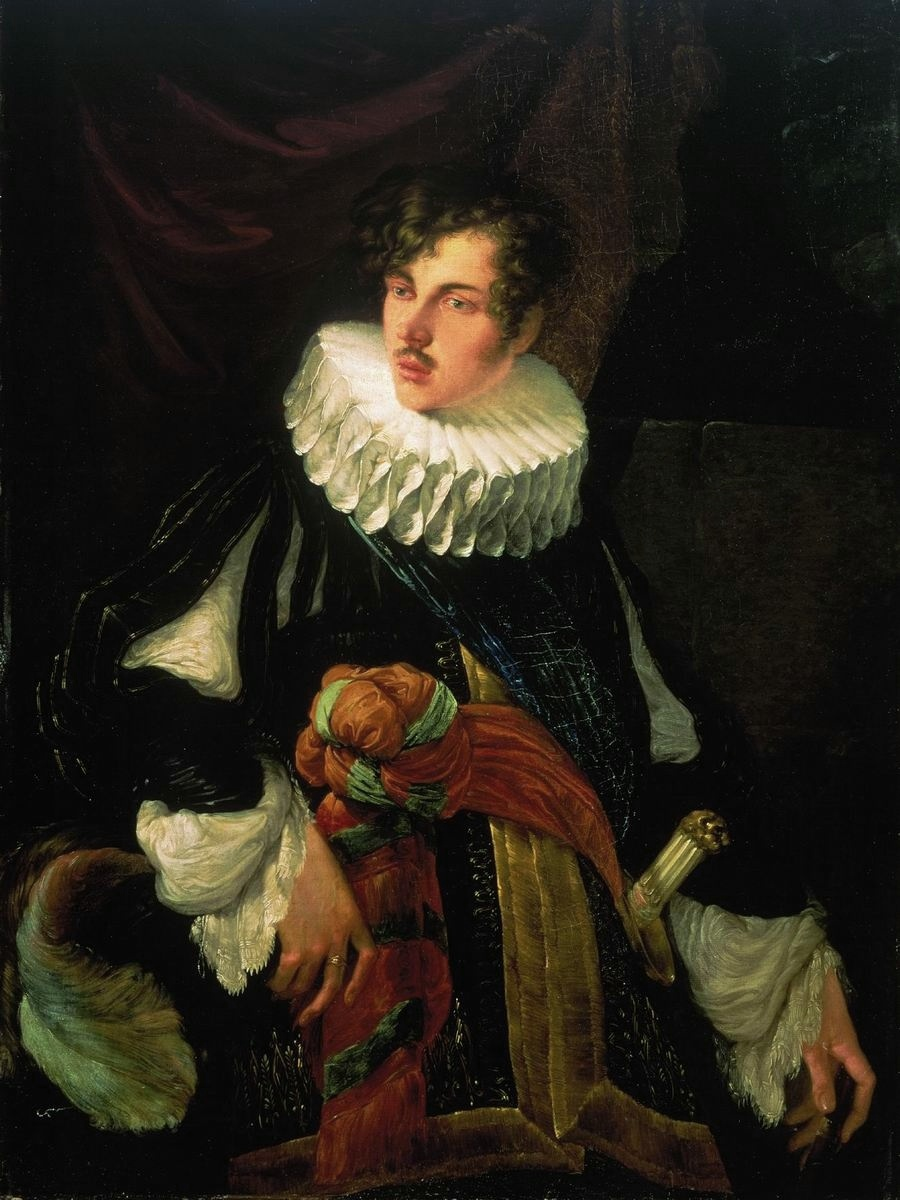
Портрет работы Ореста Кипренского, 1809–1811 гг.
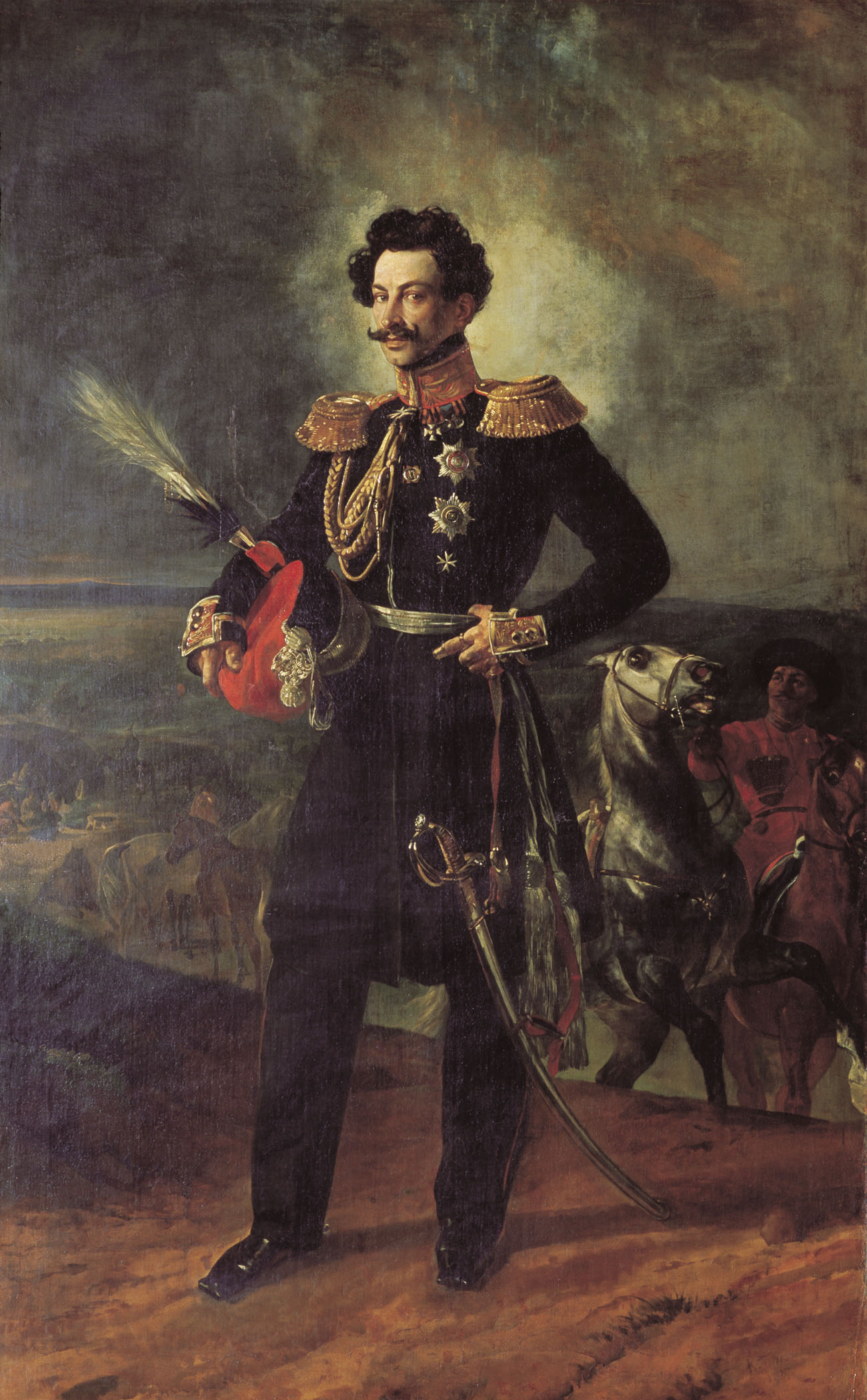
Портрет работы Карла Брюллова, 1837 г.
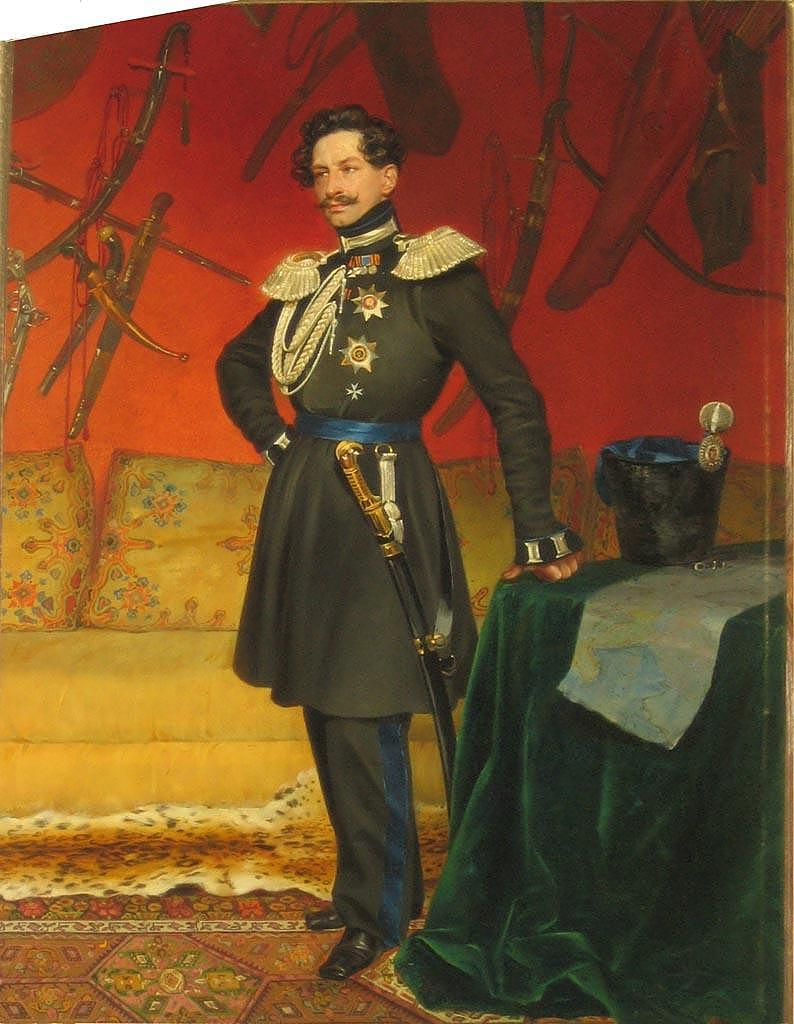
Портрет работы Василия Раева, 1839 г.
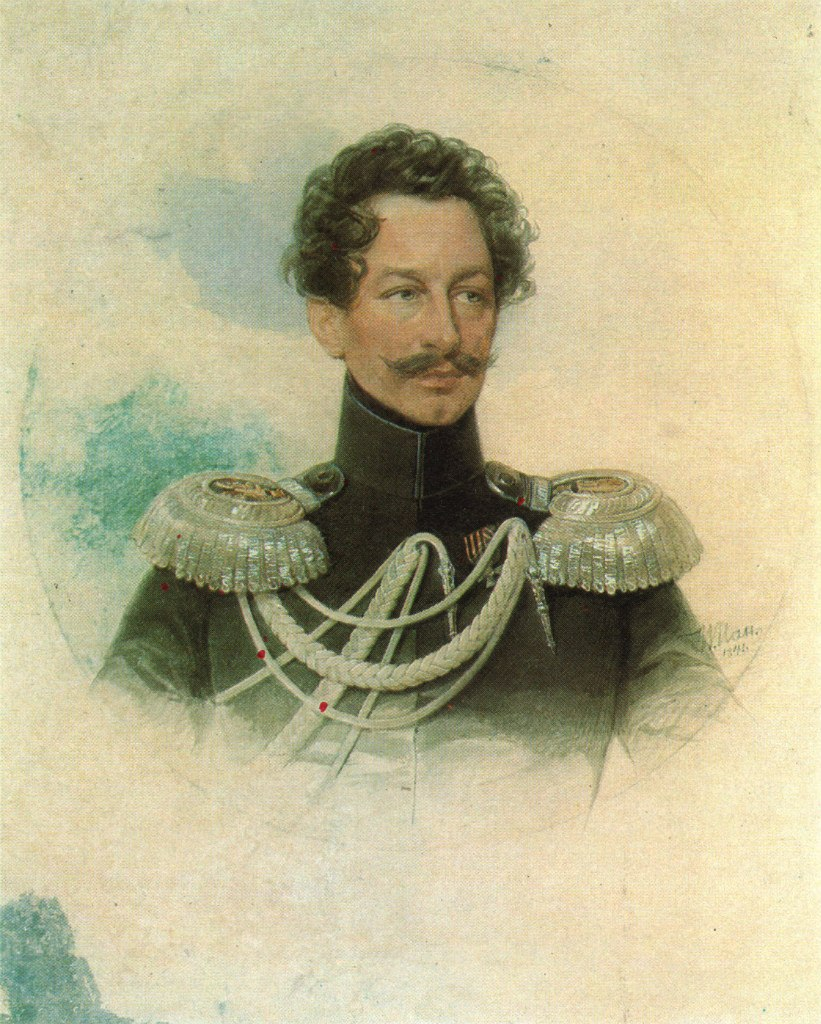
Портрет работы Владимира Гау, 1841 г.

## Память о Перовском
- В 1867—1925 годах имя губернатора носил город Перовск (ныне Кызылорда)[10].
- В 1878 году в Оренбурге в честь В. А. Перовского была названа улица.
- Имя Перовского носил залив в Аральском море[10].
- В 2006 году в Оренбурге после реконструкции Детский парк им. С. М. Кирова переименован в парк им. В. А. Перовского. Со стороны ул. Постникова установлен бюст Перовского.
- С именем В. А. Перовского связан старинный башкирский охотничье-воинский мужской танец[11]. Танец «Форт Перовский» сложен на музыку «Марш Перовского» башкирских воинов, участников походов В. А. Перовского в Среднюю Азию и казахские степи.
- Казахский народный музыкант и композитор Курмангазы назвал одно из своих произведений «Перовский марш».
- В честь В. А. Перовского назван род растений Перовския.
- В. А. Перовскому посвящена историческая миниатюра В. С. Пикуля «Хива, отвори ворота!».
- В Оренбургском районе в составе Ивановского сельского совета есть поселок Перовский с населением около 2000 жителей.
- «Камень Перовского» — древнеегипетская табличка из серпентина с текстами из Книги мертвых (середина VII в. до н. э.). Принадлежала В. А. Перовскому. В настоящее время в Государственном Эрмитаже[12].

## В искусстве
В. А. Перовский, начиная с 1860-х годов, находился в поле зрения Л. Н. Толстого. Записки Перовского о войне 1812 года стали основным источником рассказа о пребывании Пьера Безухова в французском плену в "Войне и мир". По мнению П. С. Попова В. А. Перовский должен был стать прототипом главного героя так и не написанного Л. Н. Толстым романа "Князь Федор Щетинин".  В начале 1878 года Толстой увлекся именно личностью самого Перовского. Упоминания Перовского в письмах Толстого связаны не участием Перовского в русско-турецкой войне 1828-1829 годов, о чем должен был быть роман "Князь Федор Щетинин", а  с губернаторством Перовского в Оренбурге. Возможно, разные сюжетные линии должны были сложиться в большое историческое полотно. 3 января 1878 года Л. Н. Толстой писал своей двоюродной тётке графине А. А. Толстой:

 Я сам не знаю, возможно ли описывать В. А. Пер[овского] и, если бы и было возможно, стал ли бы я описывать его; но всё, что касается его, мне ужасно интересно, и должен вам сказать, что это лицо, как историческое лицо и характер, мне очень симпатично. Что бы сказали вы и его родные? Не дадите ли вы и его родные мне бумаг, писем? с уверенностью, что никто, кроме меня, их читать не будет, что я их возвращу, не переписывая, и ничего из них не помещу. Но хотелось бы поглубже заглянуть ему в душу.
В марте 1878 года Толстой побывал в Петербурге, где получил от А. А. Толстой большое число писем Перовского к разным лицам, в том числе к ней самой. С условием возврата он увёз эти документы для работы в Ясную Поляну. Но вскоре по неясным причинам отказался от задуманного романа. Сохранились лишь четыре варианта начала "Князя Федора Щетинина".

## Комментарии
1. ↑  В персоналии «Брокгауза — Ефрона» — 1794 (ЭСБЕ, 1898, с. 348).